# Ministère de l'Agriculture (Niger)
Pour les articles homonymes, voir Ministère de l'Agriculture.
Le ministère de l'Agriculture du Niger est le ministère chargé de l'Agriculture au Niger.  

## Description

### Siège
Le ministère de l'Agriculture du Niger a son siège à Niamey.

### Attributions
Ce département ministériel du gouvernement nigérien est chargé de la conception, de la mise en œuvre et du suivi de la politique de l’État en matière agricole.

### Ministres
Le ministre l'agriculture du Niger est le docteur Alambedji Abba Issa .